# Rhinocypha frontalis
Rhinocypha frontalis – gatunek ważki z rodziny Chlorocyphidae.